# 下过溪站
下过溪站位于福建省南平市延平区太平镇，建于1959年，原名黄龙岗站；1989年水口电站建设期间，闽清至黄龙岗的区间铁路向高处搬迁。新车站不在原有的行政辖区，因此更名下过溪站。
车站距来舟站67公里，距福州站127公里。现为四等站，不办理客货运业务。